# Orcs Must Die!
Orcs Must Die! – gra komputerowa typu tower defense z elementami gry zręcznościowej, wyprodukowana przez studio Robot Entertainment i wydana 5 października 2011 roku przez Microsoft w usłudze Xbox Live Arcade. Wydano do niej dwa DLC – Lost Adventures i Artifacts of Power – dodające nowe poziomy, przeciwników, rodzaje broni i pułapki. W lipcu 2012 roku ukazał się jej sequel zatytułowany Orcs Must Die! 2, a w 2014 pojawiła się trzecia część – Orcs Must Die! Unchained.
Gracz wciela się w maga, który musi zmierzyć się z kolejnymi falami orków. Aby temu podołać, może stawiać pułapki, przyzywać sojusznicze oddziały i samemu włączyć się w walkę. Gra jest przedstawiona z perspektywy trzeciej osoby za pomocą kreskówkowej grafiki w humorystycznej konwencji.